# Hans von Wolzogen (Filmproduzent)
Hans Wolf Dietrich Freiherr von Wolzogen (* 5. Juli 1888 in Charlottenburg bei Berlin; † 20. Mai 1954 in Berlin-Nikolassee) war ein deutscher Drehbuchautor, Regisseur und Filmproduzent.

## Leben
Hans Wolf von Wolzogen ist der Sohn des Schriftstellers Ernst Freiherr von Wolzogen (1855–1934), der als Begründer des ersten deutschen Kabaretts auch den Namen „Brettl-Baron“ trug. Das Interesse am literarischen Kabarett übertrug sich auch auf den Sohn. Als Nachfolger des Komponisten Friedrich Hollaender leitete Hans von Wolzogen seit 1920 Max Reinhardts Berliner Kleinkunstbühne Schall und Rauch, wo er ein bedeutender Förderer unter anderem von Joachim Ringelnatz wurde.
Zur selben Zeit begann Wolzogen mit dem Schreiben von Drehbüchern, die von der Berliner Max Landa Film AG  verfilmt wurden, bei der er Vorstand an der Seite von Max Landa war. Der Schriftsteller Dr. phil. Bruno Lange löste Max Landa und Hans von Wolzogen als Vorstand der AG im Januar 1923 ab. 1922 unternahm er hier auch zwei Regieversuche, danach begleitete er zahlreiche Filmproduktionen als Produktionsleiter, darunter Robert Wienes aufwändigen Christus-Film „I.N.R.I.“ (1923), Hans Richters Experimentalfilm „Inflation“ (1928) und zwei Filme mit Heinrich George: „Die Dame mit der Maske“ (1928) und „Sprengbagger 1010“ (1929). 1933 folgte mit dem Musiklustspiel „Du bist entzückend, Rosemarie“ eine weitere Regiearbeit. Nach der Umstellung auf den Tonfilm arbeitete Wolzogen jedoch hauptsächlich als Produktionsleiter. Nachdem er die Produktionsfirmen zunächst ständig gewechselt hatte, arbeitete er ab 1934 ausschließlich für die von ihm gegründete FDF Fabrikation Deutscher Filme GmbH bzw. deren Nachfolgegesellschaft Berlin-Film, wo er unter anderem Werner Hochbaums Marika-Rökk-Film „Leichte Kavallerie“ (1935), Hans Steinhoffs Ibsen-Verfilmung „Ein Volksfeind“, Jürgen von Altens „Der Biberpelz“ (beide 1937), Herbert Maischs Ehedrama „Frau Sylvelin“ (1937/38), Harry Piels Abenteuerfilm „Panik“ (1940–1943) sowie mehrere Filme von Robert A. Stemmle, Georg Jacoby und Nunzio Malasomma produzierte.
Seine beiden letzten Filme produzierte Hans von Wolzogen nach dem Ende des Zweiten Weltkrieges mit Alfred Braun als Regisseur für die Berliner Skala-Film GmbH.
Sein schriftlicher Nachlass befindet sich im Archiv der Akademie der Künste in Berlin.

## Filmografie (Auswahl)
- 1923: I.N.R.I. – Ein Film der Menschlichkeit
- 1925: Eine Minute vor Zwölf
- 1928: Die Dame mit der Maske
- 1929: Sprengbagger 1010
- 1932: Unter falscher Flagge
- 1936: Das Ochsenmenuett
- 1936: Die Dickschädel
- 1936: Die Hasenpforte
- 1936: Du bist so schön, Berlinerin
- 1936: Fahrerflucht
- 1936: Guten Abend, gute Nacht
- 1936: Hier irrt Schiller
- 1936: Horch, horch, die Lerch im Ätherblau
- 1936: Potpourri
- 1936: Rosen und Liebe
- 1936: Spezialist für alles
- 1936: Standesamt 10.15 Uhr
- 1936: Wie ein Wunder kam die Liebe über Nacht
- 1936: Wie imponiere ich meiner Frau?
- 1937: Die Kronzeugin
- 1937: Der Biberpelz
- 1937: Der silberne Löffel
- 1937: Ein Volksfeind
- 1938: Großalarm
- 1938: Die Brücke ins Leben
- 1938: Rote Orchideen
- 1938: Die Nacht der Entscheidung
- 1940: Ihr Privatsekretär
- 1940/53: Gesprengte Gitter
- 1941: Oh, diese Männer
- 1941: Vom Schicksal verweht
- 1942: Fahrt ins Abenteuer
- 1944/48: Eine reizende Familie
- 1950: Die Treppe
- 1950: Pikanterie